# Das Geld auf der Straße
Das Geld auf der Straße ist ein 1921 entstandener, österreichisch-deutscher Spielfilm von und mit Reinhold Schünzel. Die weibliche Hauptrolle verkörpert Liane Haid.

## Handlung
Der Film ist ein Zeitbild aus der frühen Nachkriegszeit und hat die anrüchigen Geldgeschäfte in Bankenkreisen zum Thema. Im Zentrum des Geschehens steht ein Hochstapler, der für seine finanziell-betrügerischen Machenschaften ein Finanzinstitut gründet. Er findet, dass das Geld auf der Straße liege und man nur zugreifen müsse. Um seine windigen Aktionen abzusichern, missbraucht er seinen eigenen Schwiegersohn, den Bankier Lister, der einem eigenen Bankhaus vorsteht, und setzt diesen für seine Machenschaften ein.
Um den Familiennamen Lister rein zu halten, will der Bankier, als er die Betrügereien des Schwiegervaters aufdeckt, zunächst den gegenüber dem Schwiegervater eingegangenen Verpflichtungen nachkommen. Doch Listers Bruder greift daraufhin ein, um die Familienbank vor weiteren Unbilden zu schützen. Das Opfer all dieser interfamiliären Verwicklungen ist Mabel, die Braut des Bankiers. Die Beziehung zu ihrem Liebsten übersteht diese dramatischen Entwicklungen nicht, und der Bankier verlässt sie. Doch Mabel bleibt nicht lang allein und wird daraufhin von Listers Bruder geheiratet.

## Produktionsnotizen
Das Geld auf der Straße, eine frühe deutsch-österreichische Koproduktion kurz nach Ende des Ersten Weltkriegs, entstand in der zweiten Jahreshälfte 1921, gleich im Anschluss an die Dreharbeiten zu dem Film desselben Teams, Der Roman eines Dienstmädchens, im Wiener Schönbrunn-Atelier und wurde am 28. Januar 1922 in Düsseldorf uraufgeführt. Rund drei Wochen später erfolgte die Berliner Premiere im Tauentzienpalast. In Wien lief der Film, der eine Länge von 2416 Metern, verteilt auf sechs Akten, besaß, am 3. März 1922 an.
Die Filmbauten entwarf O. F. Werndorff.

## Kritik
Paimann’s Filmlisten resümierte: „Die Regie ist eine sorgfältige und bringt nette Neuheiten, auch die Aufmachung ist großzügig. Die Darstellung befriedigte durchgehends, besonders Werner-Kahle schuf eine schöne Leistung, auch Schünzel verdient Erwähnung, umso mehr, als er diesmal der Verkörperung von Intrigantenrollen untreu geworden [ist]. Liane Haid ist in blonder Perücke sehr lieb und auch schauspielerisch anerkennenswert. Das Schwächste ist das Sujet, das nur durch das gewaltsame Dehnen der Filmlänge angepaßt werden konnte. Die Photos befriedigten.“